# Mistrovství Čech a Moravy (1896–1902)

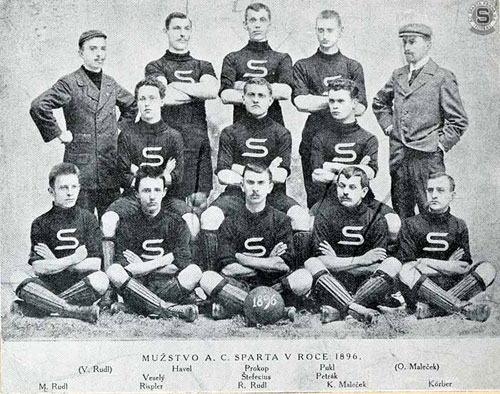
Tým Sparty roku 1896

Mistrovství Čech a Moravy (1896–1902) je celkem 9 turnajů fotbalových odehraných v Čechách a na Moravě (moravská mužstva však do bojů nezasáhla) v době Rakouska-Uherska. 
Roku 1896 se uskutečnilo první registrované fotbalové Mistrovství Čech a Moravy. Turnaj se pod tímto názvem konal celkem devětkrát. Poslední ročník se uskutečnil v roce 1902. Všechny ročníky byly neoficiální a nevzešel z nich fotbalový mistr.
| Ročník        | Vítěz               | 2. místo            |
| ------------- | ------------------- | ------------------- |
| 1896 (jaro)   | ČFK Kickers Praha   | SK Slavia Praha     |
| 1896 (podzim) | DFC Praha           | AC Sparta Praha     |
| 1897 (jaro)   | SK Slavia Praha „A“ | SK Slavia Praha „B“ |
| 1897 (podzim) | SK Slavia Praha     | AC Sparta Praha     |
| 1898          | SK Slavia Praha     | AC Praha            |
| 1899          | SK Slavia Praha „A“ | SK Slavia Praha „B“ |
| 1900          | SK Slavia Praha „A“ | SK Slavia Praha „B“ |
| 1901          | SK Slavia Praha     | ČAFC Vinohrady      |
| 1902          | ČAFC Vinohrady      | AFK Karlín          |

## Mistrovství Čech a Moravy 1896
V roce 1896 se uskutečnily dvě soutěže. V první polovině roku se odehrála Jarní soutěž, ve druhé polovině roku potom Podzimní soutěž. V obou soutěžích hrály 4 týmy. Spolu s trojicí AC Sparta Praha, SK Slavia Praha a AC Praha se na jaře účastnil klub ČFK Kickers. Podzimní soutěže se pak účastnil klub DFC Prag.

### Jarní soutěž
|       | Konečné pořadí    | Z | V | R | P | GV | GO | TP | B |
| ----- | ----------------- | - | - | - | - | -- | -- | -- | - |
| Zlato | ČFK Kickers Praha | 3 | 2 | 0 | 1 | 4  | 4  | 0  | 4 |
| 2     | SK Slavia Praha   | 3 | 1 | 1 | 1 | 6  | 2  | +4 | 3 |
| 3     | AC Sparta Praha*  | 2 | 1 | 1 | 0 | 3  | 1  | +2 | 3 |
| 4     | AC Praha*         | 2 | 0 | 0 | 2 | 0  | 6  | −6 | 0 |

*AC Praha-AC Sparta zápas nebyl sehrán.
- AC Praha – SK Slavia Praha 0:5
- AC Sparta Praha – ČFK Kickers Praha 3:1
- AC Praha – ČFK Kickers Praha 0:1 (25. března 1896) – AC Praha za stavu 0:1 odstoupil z turnaje
- AC Sparta Praha – SK Slavia Praha 0:0 *AC Sparta Praha po tomto zápase odstoupil z turnaje
- SK Slavia Praha – ČFK Kickers Praha 1:2

Resultát
- ČFK Kickers Praha se stal vítězem Mistrovství Čech a Moravy.

### Podzimní soutěž
|       | Konečné pořadí  | Z | V | R | P | GV | GO | TP  | B   |
| ----- | --------------- | - | - | - | - | -- | -- | --- | --- |
| Zlato | DFC Prag        | 3 | 3 | 0 | 0 | 18 | 3  | +15 | 6   |
| 2     | AC Sparta Praha | 2 | 1 | 0 | 1 | 7  | 3  | +4  | 2+2 |
| 3     | AC Praha        | 2 | 0 | 0 | 2 | 0  | 17 | −17 | 0+2 |
| 4     | SK Slavia Praha | 1 | 0 | 0 | 1 | 2  | 4  | −2  | 0   |

Utkání SK Slavia – AC Sparta a SK Slavia – AC Praha byla znemožněna anonymními dopisy. Více výtečných hráčů Slavie bylo u ředitelství gymnasií udáno, že účastní se veřejného závodění! 
Mužstva Sparty a AC Praha obdržela za tyto neodehrané zápasy dva body, ale přiznávaní skóre z nehraných zápasů známo ještě nebylo.
Zdroj: Dějiny Československé kopané (K.Petrů) strana č. 98 
Resultát
- DFC Prag se stal vítězem Mistrovství Čech a Moravy.

## Mistrovství Čech a Moravy 1897
Rok 1897 probíhal velmi podobně jako rok předchozí. Opět se odehrály dvě soutěže. Jedna v první polovině roku jako Jarní soutěž, druhá jako Podzimní soutěž. Taktéž se jí účastnily 4 týmy. Obě soutěže vyhrál tým SK Slavia Praha.

### Jarní soutěž
|       | Konečné pořadí      | Z | V | R | P | GV | GO | TP | B |
| ----- | ------------------- | - | - | - | - | -- | -- | -- | - |
| Zlato | SK Slavia Praha „A“ | 3 | 3 | 0 | 0 | 8  | 1  | +7 | 6 |
| 2     | SK Slavia Praha „B“ | 3 | 2 | 0 | 1 | 4  | 4  | 0  | 4 |
| 3     | Český Sculling CA   | 3 | 1 | 0 | 2 | 0  | 7  | −7 | 2 |
| 4     | DFC Prag            | 3 | 0 | 0 | 3 | 0  | 0  | 0  | 0 |

- DFC Prag odstoupil z turnaje a jeho zápasy byly kontumovány.

Resultát
- SK Slavia Praha se stala vítězem Mistrovství Čech a Moravy.

### Podzimní soutěž
|       | Konečné pořadí        | Z | V | R | P | GV | GO | TP  | B |
| ----- | --------------------- | - | - | - | - | -- | -- | --- | - |
| Zlato | SK Slavia Praha       | 3 | 3 | 0 | 0 | 11 | 0  | +11 | 6 |
| 2     | AC Sparta Praha       | 3 | 2 | 0 | 1 |    |    |     | 4 |
| 3     | Český Sculling CA „A“ | 3 | 1 | 0 | 2 |    |    |     | 2 |
| 4     | Český Sculling CA „B“ | 3 | 0 | 0 | 3 |    |    |     | 0 |

- Jsou známy pouze výsledky SK Slavia Praha.

Resultát
- SK Slavia Praha se stala vítězem Mistrovství Čech a Moravy.

## Mistrovství Čech a Moravy 1898–1900
Následující ročníky byly značně ochuzeny. Účastnily se jich pouze dva týmy a většinou ještě A-tým versus B-tým. Vždy byl sehrán jen 1 zápas.

### 1898
|       | Konečné pořadí  | Z | V | R | P | GV | GO | TP | B |
| ----- | --------------- | - | - | - | - | -- | -- | -- | - |
| Zlato | SK Slavia Praha | 1 | 1 | 0 | 0 | 2  | 0  | +2 | 2 |
| 2     | AC Praha        | 1 | 0 | 0 | 1 | 0  | 2  | −2 | 0 |

Resultát
- SK Slavia Praha se stala vítězem Mistrovství Čech a Moravy.

### 1899
|       | Konečné pořadí      | Z | V | R | P | GV | GO | TP | B |
| ----- | ------------------- | - | - | - | - | -- | -- | -- | - |
| Zlato | SK Slavia Praha „A“ | 1 | 1 | 0 | 0 | 6  | 1  | +5 | 2 |
| 2     | SK Slavia Praha „B“ | 1 | 0 | 0 | 1 | 1  | 6  | −5 | 0 |

Resultát
- SK Slavia Praha se stala vítězem Mistrovství Čech a Moravy.

### 1900
|       | Konečné pořadí      | Z | V | R | P | GV | GO | TP | B |
| ----- | ------------------- | - | - | - | - | -- | -- | -- | - |
| Zlato | SK Slavia Praha „A“ | 1 | 1 | 0 | 0 | 9  | 1  | +8 | 2 |
| 2     | SK Slavia Praha „B“ | 1 | 0 | 0 | 1 | 1  | 9  | −8 | 0 |

Resultát
- SK Slavia Praha se stala vítězem Mistrovství Čech a Moravy.

## Mistrovství Čech a Moravy 1901
Po třech letech se utkala znovu 4 mužstva. Ovšem ze soutěže byla odehrána pouhá polovina zápasů. 
|       | Konečné pořadí      | Z | V | R | P | GV | GO | TP  | B |
| ----- | ------------------- | - | - | - | - | -- | -- | --- | - |
| Zlato | SK Slavia Praha „A“ | 2 | 2 | 0 | 0 | 21 | 6  | +15 | 4 |
| 2     | ČAFC Vinohrady      | 1 | 1 | 0 | 0 | 2  | 1  | +1  | 2 |
| 3     | SK Slavia Praha „B“ | 1 | 0 | 0 | 1 | 6  | 11 | −5  | 0 |
| 4     | SK Union Žižkov     | 2 | 0 | 0 | 2 | 1  | 12 | −11 | 0 |

- Soutěž nebyla dokončena.

Resultát
- SK Slavia Praha se stala vítězem Mistrovství Čech a Moravy.

## Mistrovství Čech a Moravy 1902
První fotbalový turnaj na území Čech a Moravy (jen podle názvu, opět se žádná mimopražská mužstva neúčastnila), kterého se účastnilo více klubů. V tomto roce hrálo celkem 18 klubů systémem dvou skupin, z každé pak postoupily dva kluby. Týmy z druhých míst se utkaly o celkové 3. místo. Vítězové skupin hráli finále na 2 zápasy. Soutěž vyhrál tým ČAFC Vinohrady.
|   | Skupina A            |   | Skupina B            |
| - | -------------------- | - | -------------------- |
| 1 | ČAFC Vinohrady „A“   | 1 | AFK Karlín           |
| 2 | AC Sparta Praha      | 2 | ČAFC Vinohrady „B“   |
|   | SK Union Praha „A“   |   | Staroměstský SK      |
|   | Česká vlajka Praha   |   | SK Čechie Karlín     |
|   | FK Horymír Praha     |   | SK Meteor Praha VIII |
|   | AC Praha             |   | SK Urania Praha      |
|   | SK Praha VII         |   | SK Hradčany          |
|   | SK Olympia Praha VII |   |                      |
|   | SK Union Praha „B“   |   |                      |
|   | SK Viktoria Karlín   |   |                      |
|   | SK Viktoria Žižkov   |   |                      |

| Zápasy o umístění |                    |          |                 |         |
|                   |                    | Výsledek |                 |         |
| 0 3. místo        |                    |          |                 |         |
| Bronz             | ČAFC Vinohrady "B" | 5 : 0    | AC Sparta Praha |         |
| Finále            |                    |          |                 |         |
| První zápas       |                    |          |                 |         |
|                   | ČAFC Vinohrady "A" | 2 : 2    | AFK Karlín      |         |
| Odveta            |                    |          |                 |         |
| Zlato             | ČAFC Vinohrady "A" | 5 : 1    | AFK Karlín      | Stříbro |

Resultát
- ČAFC Vinohrady se stal vítězem Mistrovství Čech a Moravy